# Die Anleihe
Die Anleihe (Originaltitel: The Bond) ist ein US-amerikanischer Propagandafilm von Charles Chaplin aus dem Jahre 1918, der den Verkauf von Kriegsanleihen (Liberty Bonds) für den Ersten Weltkrieg unterstützen sollte.

## Handlung
Das „Band der Freundschaft“: Charlie trifft einen Freund an einer Straßenlaterne, der ihn lange aufhält und dann Geld erbittet, das Charlie ihm schließlich gibt.
Das „Band der Ehe“: Charlie findet eine Frau auf der Straße attraktiv. Sie verführt ihn mit ihren Reizen. In der nächsten Szene wird das Paar von dem Freund zur Trauung geleitet. Nach der Trauung bittet der Pfarrer Charlie um eine Spende; er kommt gar zweimal mit dem Spendenhut vor die Tür.
Das „wichtigste Band“ ist das „Band der Freiheit“ (Liberty Bond): Der deutsche Kaiser reißt der Freiheitsstatue den nach oben gereckten Arm herunter. Ein amerikanischer Soldat kommt zu ihrer Verteidigung und kämpft den Kaiser nieder.
Charlie gibt Uncle Sam einen Sack Geld für „Liberty Bonds“ und Uncle Sam gibt diesen der „Industrie“, die wiederum den Soldaten mit einem Gewehr ausrüstet. Uncle Sam dankt Charlie und der kauft gleich noch eine Kriegsanleihe, mit deren Hilfe ein Matrose ausgerüstet wird. In der letzten Szene schlägt Charlie den gestikulierenden Kaiser mit einem großen Hammer, auf dem „Liberty Bonds“ geschrieben steht, nieder.

## Hintergrund
Chaplin hatte im April 1918 gemeinsam mit Douglas Fairbanks und Mary Pickford in Washington die Kampagne für die dritte amerikanische Kriegsanleihe eröffnet und ging mit beiden auf eine erfolgreiche Werbetournee. Er wurde gebeten, auch einen kurzen Werbefilm für den Kauf von Liberty Bonds zu drehen, damit mit ihm auch dort dafür geworben werden konnte, wo er nicht persönlich auftrat. Zur selben Zeit war Chaplin mit der Produktion seiner Kriegssatire Shoulder Arms beschäftigt, in der Edna Purviance, Albert Austin und Chaplins Bruder Sydney – ebenfalls in der Rolle des deutschen Kaisers – mitwirkten. The Bond wurde im Herbst 1918 für das „Liberty Loan Committee“ mit diesen Darstellern angefertigt. Der Film – eine Aneinanderreihung kurzer Sketche – spielt mit der doppelsinnigen Bedeutung des englischen Wortes „bond“, das sowohl eine Bindung als auch eine Anleihe bezeichnen kann. Die pantomimischen Sketche wurden vor einem schwarzen Hintergrund mit wenigen, einfachen Requisiten aufgenommen. Die Uraufführung war am 4. Oktober 1918. Nur zwei Wochen nach The Bond wurde auch Shoulder Arms veröffentlicht.